# 岡山県の図書館一覧
岡山県の図書館一覧（おかやまけんのとしょかんいちらん）は、岡山県内にある全ての図書館の一覧である。（学校図書館を除く。）

## 県立図書館
- 岡山県立図書館

## 市町立図書館

### 市部
- 岡山市立図書館
  - 中央図書館
  - 幸町図書館
  - 浦安総合公園図書館
  - 足守図書館
  - 伊島図書館
  - 建部町図書館
  - 御津図書館
  - 瀬戸町図書館
  - 灘崎図書館
  - 西大寺緑花公園　緑の図書室
- 倉敷市立図書館
  - 中央図書館
  - 水島図書館
  - 玉島図書館
  - 児島図書館
  - 船穂図書館
  - 真備図書館
  - ライフパーク倉敷図書室
- 津山市立図書館
  - 津山市立加茂町図書館
  - 津山市立勝北図書館
  - 津山市立久米図書館
- 玉野市立図書館
- 笠岡市立図書館
- 井原市立図書館
  - 井原図書館
  - 芳井図書館
  - 美星図書館
- 総社市図書館
- 高梁市立図書館
  - 高梁市図書館
  - 成羽図書館
  - 有漢図書室
  - 川上図書室
  - 備中図書室
- 新見市立図書館
  - 新見中央図書館
  - 哲西図書館
  - おおさ総合センター図書コーナー
  - 神郷生涯学習センター図書コーナー
  - 哲多総合センター図書コーナー
- 備前市立図書館
  - 日生分館
  - 吉永分館
- 瀬戸内市立図書館
  - 瀬戸内市民図書館
  - 瀬戸内市牛窓図書館
  - 瀬戸内市長船図書館
- 赤磐市立図書館
  - 中央図書館
  - 赤坂図書館
  - 熊山図書館
  - 吉井図書館
- 美作市立図書館
  - 美作市立中央図書館
  - 美作市立作東図書館
  - 美作市立英田図書館
  - 美作市立東粟倉図書館
- 真庭市立図書館
  - 真庭市立中央図書館
  - 真庭市立久世図書館
  - 真庭市立勝山図書館(廃止)
  - 真庭市立蒜山図書館
  - 真庭市立落合図書室
  - 真庭市立美甘図書室
  - 真庭市立湯原図書室
  - 真庭市立北房図書室
- 浅口図書館
  - 金光さつき図書館
  - 鴨方図書館
  - 寄島図書館

### 町村部
- 和気町立図書館
- 鏡野町立図書館
- 美咲町立図書館
  - 中央図書館
  - 旭図書館
  - 柵原図書館
- 早島町立図書館
- 勝央図書館
- 吉備中央町立図書館
  - かもがわ図書館
  - ロマン高原かよう図書館
- 里庄町立図書館
- 奈義町立図書館
- 矢掛町立図書館
- 久米南町図書館
- あわくら図書館（西粟倉村）

## 私立図書館
- 金光図書館 - 浅口市
- 最上図書館 - 岡山市
- つやま まちライブラリー@まちなかさろん再々 - 津山市